# Wierzchląd
Wierzchląd (deutsch Verchland, früher auch Ferchland) ist ein Dorf in der Woiwodschaft Westpommern in Polen.

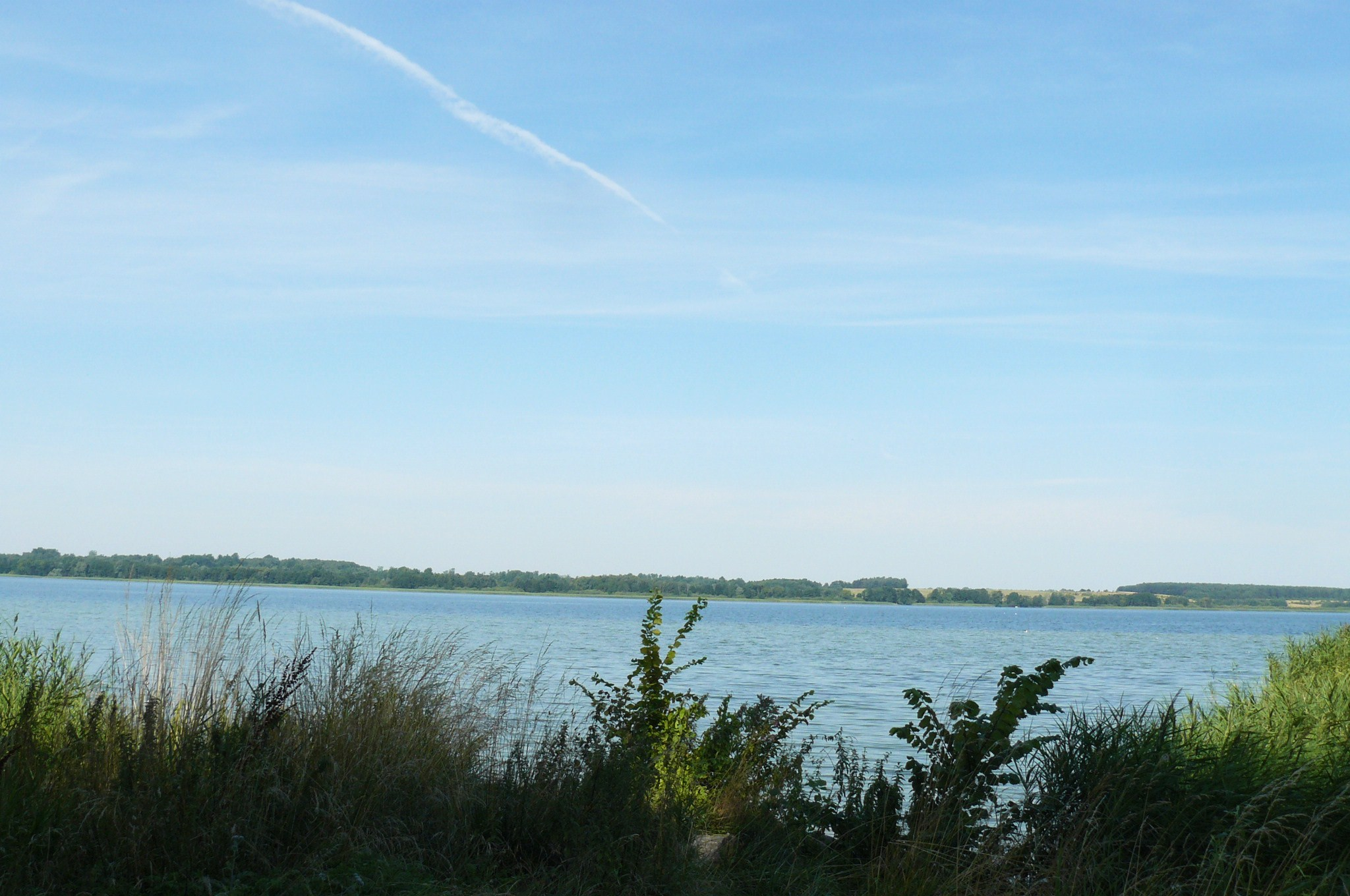
Blick vom Dorf auf den Madüsee

## Geographische Lage
Das Dorf liegt in Hinterpommern, etwa 25 km östlich von Stettin und etwa 10 km westlich von Stargard (Stargard in Pommern), am Ostufer des Madüsees. Das Flüsschen Hufnitz mündet südlich des Dorfes in den Madüsee. 
Nachbarorte sind im Norden, etwa 1 km vom Seeufer entfernt, Kunowo (Kunow an der Straße), im Süden am Seeufer Koszewko (Klein Küssow) und im Osten Skalin (Schellin). 

## Geschichte
Der Ort wurde erstmals 1320 unter dem Namen Varchland urkundlich genannt. Möglicherweise erklärt sich der Ortsname dadurch, dass die deutsche Gründung zwischen den umgebenden älteren, ursprünglich slawischen Dörfern „eingepfercht“ war. Auf der Lubinschen Karte von 1618 ist der Ort ebenfalls als Varchland verzeichnet.
Verchland war ein altes Lehen der adligen Familie von Küssow, die erstmals 1336 mit einem Nicolaus Küssow genannt wurde. Verchland gehörte ebenso wie die benachbarten Güter Klein Küssow und Kunow an der Straße der Linie Megow-Klein Küssow der Familie von Küssow. Diese Linie starb im Mannesstamm mit Jochen Friedrich Graf von Küssow im Jahre 1777 aus. Verchland kam, ebenso wie Klein Küssow und Kunow an der Straße, an seine Tochter Friederike Gottliebe, eine verehelichte von Zastrow. Die Güter wurden 1780 allodifiziert.
In Ludwig Wilhelm Brüggemanns Ausführlicher Beschreibung des gegenwärtigen Zustandes des Königlich-Preußischen Herzogtums Vor- und Hinterpommern (1784) wurde Verchland unter den adligen Gütern des Pyritzschen Kreises aufgeführt. In Verchland bestanden damals ein Vorwerk, also der Gutsbetrieb, zwei Kossäten und ein Schulmeister, insgesamt 16 Haushaltungen („Feuerstellen“). Außerdem wurde die Kirche genannt, die Filialkirche der Kirche von Schellin war.
1820 wurde Verchland, wie auch das benachbarte Klein Küssow, durch den Geheimen Regierungsrat Ludwig Geibler (später in den Adelsstand erhoben als Ludwig von Geibler) gekauft. Bei der Regulierung der gutsherrlichen und bäuerlichen Verhältnisse (siehe: Preußische Agrarverfassung) von Verchland wurde der damals einzig noch vorhandene Kossätenhof gemeinsam mit den Kossätenhöfen aus Klein Küssow in eine neue Siedlung verlegt, die den Namen Ludwigsthal nach dem Geheimen Regierungsrat Ludwig von Geibler erhielt. Nach dem Tode von Ludwig von Geibler erbte seine Tochter Luise Verchland, während sein Sohn Theodor von Geibler Klein Küssow erhielt. Damit war der Besitzzusammenhang von Verchland mit Klein Küssow erstmals seit Jahrhunderten aufgehoben. Luise von Geibler (1806–1858) vermählte sich mit Wilhelm Eduard Wietzlow († 1855). Beider Sohn Karl errichtete zu Verchland einen Familienfideikommiss, dessen Nutznießer er war. Am 19. September 1880 wurde er in den preußischen Adelsstand erhoben und führte den Namen „Wietzlow–Verchland“.
Um 1860 zählte Verchland 120 Einwohner. Im Jahre 1910 zählte der Gutsbezirk Verchland 105 Einwohner.
Später wurde Verchland in die Landgemeinde Schellin eingemeindet. Bis 1945 gehörte Verchland als Teil der Gemeinde Schellin zum Kreis Pyritz der preußischen Provinz Pommern.
Nach dem Zweiten Weltkrieg kam Verchland, wie ganz Hinterpommern, an Polen. Es erhielt den polnischen Ortsnamen Wierzchląd.

## Verwaltungsstruktur
Das Dorf liegt in der Gmina Stargard (Landgemeinde Stargard in Pommern) und gehört mit dieser zum Powiat Stargardzki (Stargarder Kreis) in der Woiwodschaft Westpommern.